# Mihaela Botezan
Mihaela Maria Botezan-Prunduș (născută Botezan; n. 21 noiembrie 1976, Ocna Mureș, România)  este o fostă alergătoare română de cursă lungă care s-a specializat în principal în 10000 metri și semimaraton.

## Carieră
A reprezentat România la Jocurile Olimpice de vară din 2004, Campionatul European de Atletism din 2002, de trei ori la Campionatele Mondiale de Atletism (2001, 2003, 2005), de șase ori la Campionatele Mondiale de Semimaraton și de patru ori la Campionatele Europene de Cros.
La Campionatul Mondial de Semimaraton din 2000, la Veracruz, sportiva a cucerit medalia de aur cu echipa României, compusă din Lidia Șimon, Mihaela Botezan și Cristina Pomacu. La ediția din 2004 româncele (Constantina Diță-Tomescu, Mihaela Botezan, Luminița Talpoș) au luat argintul și în 2005, la Edmonton, Constantina Tomescu-Diță, Mihaela Botezan și Nuța Olaru au câștigat medalia de aur.
Mihaela Maria Botezan a stabilit un nou record național al României în proba de 10.000 de metri, cu 31:13,96 atins la Campionatul European din 2002, învingând-o pe Viorica Ghican, care deținea recordul din 1990. La Jocurile Olimpice de vară din 2004 a doborât acest record cu timpul de 31:11,24. În același an a fost decorată cu Medalia „Meritul Sportiv” clasa I.
Ea a primit o interdicție de doi ani pentru dopaj, după ce a fost testată pozitiv pentru clortalidonă (un diuretic) la Maratonul din Hamburg din 2007.

## Realizări
| An   | Competiție                           | Locație                  | Loc | Eveniment   | Note     |
| ---- | ------------------------------------ | ------------------------ | --- | ----------- | -------- |
| 2000 | Campionatul Mondial de Semimaraton   | Veracruz, Mexic          | 6   | semimaraton | 1:11:52  |
| 2000 | Campionatul Mondial de Semimaraton   | Veracruz, Mexic          | 1   | echipe      | 1:11:52  |
| 2000 | Campionatul European de Cros         | Malmö, Suedia            | 27  | 4,1 km      | 15:50    |
| 2000 | Campionatul European de Cros         | Malmö, Suedia            | 4   | echipe      | 15:50    |
| 2001 | Campionatul Mondial de Cros          | Oostende, Belgia         | 23  | 4,95 km     | 17:10    |
| 2001 | Campionatul Mondial de Cros          | Oostende, Belgia         | 3   | echipe      | 17:10    |
| 2001 | Campionatul Mondial                  | Edmonton, Canada         | 5   | 10 000 m    | 32:03,46 |
| 2001 | Campionatul Mondial de Semimaraton   | Bristol, Marea Britanie  | 10  | semimaraton | 1:10:11  |
| 2001 | Campionatul Mondial de Semimaraton   | Bristol, Marea Britanie  | 5   | echipe      | 1:10:11  |
| 2001 | Campionatul European de Cros         | Thun, Elveția            | 11  | 4,65 km     | 16:05    |
| 2001 | Campionatul European de Cros         | Thun, Elveția            | 6   | echipe      | 16:05    |
| 2002 | Campionatul Mondial de Semimaraton   | Bruxelles, Belgia        | 4   | semimaraton | 1:09:24  |
| 2002 | Campionatul Mondial de Semimaraton   | Bruxelles, Belgia        | 4   | echipe      | 1:09:24  |
| 2002 | Campionatul European                 | München, Germania        | 6   | 5000 m      | 15:19,12 |
| 2002 | Campionatul European                 | München, Germania        | 4   | 10 000 m    | 31:13,96 |
| 2003 | London Marathon                      | Londra, Marea Britanie   | 9   | maraton     | 2:25:32  |
| 2003 | Campionatul Mondial                  | Paris, Franța            | 13  | 10 000 m    | 31:28,72 |
| 2003 | Campionatul Mondial                  | Paris, Franța            | 51  | maraton     | 2:41:13  |
| 2003 | Campionatul Mondial de Semimaraton   | Vilamoura, Portugalia    | –   | semimaraton | NT       |
| 2003 | Jocurile Mondiale Militare           | Catania, Italia          | 1   | 5000 m      | 15:10,69 |
| 2004 | Campionatul Mondial de Semimaraton   | New Delhi, India         | 10  | semimaraton | 1:12:36  |
| 2004 | Campionatul Mondial de Semimaraton   | New Delhi, India         | 2   | echipe      | 1:12:36  |
| 2004 | Jocurile Olimpice                    | Atena, Grecia            | 11  | 10 000 m    | 31:11,24 |
| 2004 | Campionatul European de Cros         | Heringsdorf, Germania    | 4   | 5,64 km     | 18:08    |
| 2005 | Osaka International Ladies Marathon  | Osaka, Japonia           | 7   | maraton     | 2:28:34  |
| 2005 | Campionatul Mondial                  | Helsinki, Finlanda       | 23  | 10 000 m    | 32:28,29 |
| 2005 | Campionatul Mondial de Semimaraton   | Edmonton, Canada         | 5   | semimaraton | 1:10:36  |
| 2005 | Campionatul Mondial de Semimaraton   | Edmonton, Canada         | 1   | echipe      | 1:10:36  |
| 2005 | Tokyo International Women’s Marathon | Tokio, Japonia           | 10  | maraton     | 2:37:16  |
| 2005 | Paris Marathon                       | Paris, Franța            | 4   | maraton     | 2:30:27  |
| 2005 | Istanbul Eurasia Marathon            | Istanbul, Turcia         | 7   | maraton     | 2:37:01  |
| 2011 | Jocurile Mondiale Militare           | Rio de Janeiro, Brazilia | 12  | 5000 m      | 17:35,85 |
| 2011 | Jocurile Mondiale Militare           | Rio de Janeiro, Brazilia | –   | 10 000 m    | NT       |
| 2012 | Osaka International Ladies Marathon  | Osaka, Japonia           | 11  | maraton     | 2:42:50  |
| 2012 | Milano City Marathon                 | Milano, Italia           | 6   | maraton     | 2:45:38  |
| 2013 | Osaka International Ladies Marathon  | Osaka, Japonia           | –   | maraton     | NT       |
| 2014 | Campionatul European de Cros         | Samokov, Bulgaria        | 50  | 7,782 km    | 32:07    |

## Recorduri personale
| Probă       | Performanță     | Dată            | Locație   |
| ----------- | --------------- | --------------- | --------- |
| 5000 m      | 15:08,78 min    | 24 iunie 2001   | Bremen    |
| 10 000 m    | 31:11,24 min RN | 27 august 2004  | Atena     |
| Semimaraton | 1:09:24 ore     | 5 mai 2002      | Bruxelles |
| Maraton     | 2:25:32 ore     | 13 aprilie 2003 | Londra    |